# Els teixidors
Els teixidors (en alemany, Die Weber; i en alemany silesià, De Waber) és una obra de teatre de Gerhart Hauptmann publicada el 1892 i estrenada el 1893 a Berlín. Es considera una de les obres més significatives del fin de siècle, juntament amb Un enemic del poble i Els mals pastors, del repertori universal preferit del teatre anarquista al tombant del segle xix al xx.
Basada en un fet real, la revolta dels teixidors silesians de 1844, l'obra tracta d'un grup de teixidors durant la revolució industrial. No hi ha un protagonista principal, molt més important que els altres, sinó que la majoria dels personatges són proletaris que lluiten pels seus drets.
L'obra va tenir problemes per a ser estrenada públicament. El 1892 la polícia prussiana va prohibir l'execució pública, com solia fer amb totes les obres d'art naturalistes amb crítica social. El 1889 s'havia creat a Berlín l'associació privada Die freie Bühne («el teatre lliure») per esquivar la censura. Va ser ella que el 1893 va organitzar l'estrena privada de l'obra. A la seva època es considerava revolucionari tant el tema com la manera realista de presentar-lo: la manera de parlar del carrer, els diferents grups socials i ètnics, les situacions i el context, un fet real. És un exemple de naturalisme alemany, va ser molt popular a l'entorn anarquista. Es pot considerar un precedent de teatre físic i teatre social més a l'estil de Jerzy Grotowski, per exemple. El 1927 se'n va fer una adaptació al cinema mutThe Weavers, dirigida per Frederic Zelnik.

## Traduccions al català

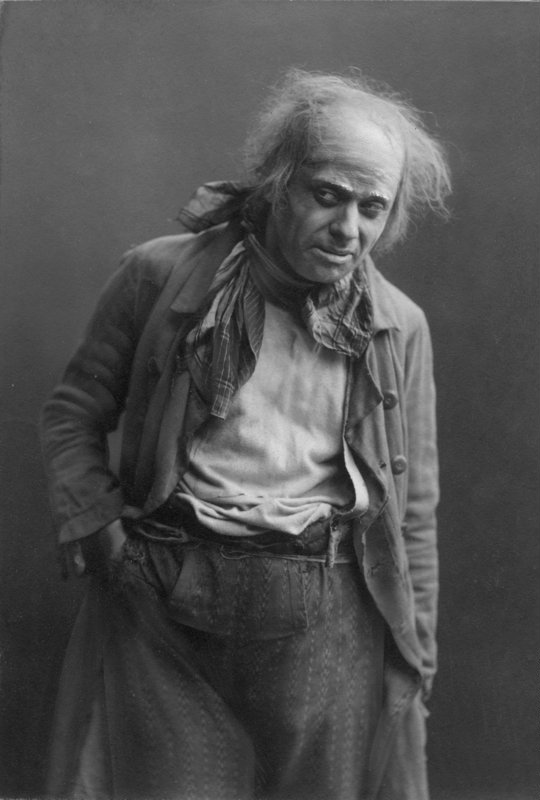
Max Reinhardt actuant a Els teixidors, el 1942

- 1904. Els teixidors de Silèsia, Drama en cinc actes, amb traducció de Carles Costa i Josep Maria Jordà. Estrenat el 3 de febrer de 1904, al Teatre de les Arts de Barcelona per la companyia del Teatre Íntim d'Adrià Gual.[3] La publicació de la peça es va fer a través de la Biblioteca Teatralia l'any 1909.
- 1919, Els Teixidors de Silesia, Drama en cinc actes. Traducció de Costa i Jordà, publicada dins la col·lecció La Novel·la Teatral Catalana
- 1971. Els teixidors, versió de Feliu Formosa. Publicada a la col·lecció El Galliner, núm. 9 d'Edicions 62.